# Rümikon
Rümikon (schweizertyska: Rümigche) är en ort vid floden Rhen i kommunen Zurzach i kantonen Aargau, Schweiz. Orten var före den 1 januari 2022 en egen kommun, men slogs då samman med kommunerna Bad Zurzach, Baldingen, Böbikon, Kaiserstuhl, Rekingen, Rietheim och Wislikofen till den nya kommunen Zurzach.